# بنبوو
بنبوو (به لهستانی:  Bębło) یک روستا در لهستان است که در گمینا ویلکا ویش واقع شده‌است. بنبوو ۱٬۰۱۵ نفر جمعیت دارد.